# Igreja Católica Bizantina Russa
A Igreja Católica Bizantina Russa, ou também denominada Igreja Greco-Católica Russa (em latim: Ecclesia Graeco-Catholica Russiae), ou também simplesmente denominada Igreja Católica Russa (em russo:  Российская католическая церковь), é uma Igreja particular oriental sui iuris em comunhão com a Igreja Católica Romana. Isto quer dizer que ela, nunca abandonando as suas veneráveis tradições e ritos litúrgicos orientais, aceita a autoridade e primazia do Papa. Unida formal e oficialmente à Santa Sé em 1905.[carece de fontes?]
O seu rito litúrgico é de tradição bizantina e utiliza o eslavo eclesiástico como língua litúrgica (muito embora a língua russa também já seja usada, nomeadamente na diáspora russa). Em 2006, os católicos russos ainda não têm os seus próprios hierarcas, por isso as suas poucas paróquias são servidas por sacerdotes de outras Igrejas orientais bizantinas católicas, por antigos sacerdotes ortodoxos e ainda por sacerdotes católicos latinos com faculdades birituais (muitos deles são jesuítas).
Existem paróquias e comunidades religiosas católicas russas em Moscou, São Petersburgo, São Francisco, Nova Iorque, Recife, Melbourne, Buenos Aires, Dublin, Meudon, Paris, Lyon, Berlim, Munique, Roma, Milão e Singapura.[carece de fontes?]
A simples existência da Igreja Católica Bizantina Russa não significa que a Rússia não tenha católicos de rito latino. Aliás, os católicos latinos constituem a maioria dos poucos católicos existentes na Rússia.

## História
A fundação da Igreja Católica Bizantina Russa deveu-se muito à inspiração do poeta e filósofo russo Vladimir Solovyov (1853-1900), que, baseando-se em Dante, exortou que, tal como o mundo precisa do Czar como monarca universal, a Igreja necessita do Papa como o supremo hierarca eclesial universal. Seguindo os pensamentos de Solovyov, um sacerdote ortodoxo russo, Nicholas Tolstoy, entrou em plena comunhão com a Sé de Roma.[carece de fontes?]
A Comunidade greco-católica russa uniu-se assim formalmente à Igreja Católica Romana em 1905.[carece de fontes?] Antes da queda da Monarquia (1917), os católicos russos sofriam graves perseguições e discriminações por parte da polícia e da Okhrana, apesar do Czar Nicolau II ter relaxado um pouco este clima hostil. Em 1917, o primeiro exarcado apostólico para os católicos russos foi criado, com a nomeação do Reverendo Leônidas Feodorov, um ex-seminarista ortodoxo russo, para o cargo de exarca apostólico. Porém, os bolcheviques da Revolução de Outubro (1917) perseguiram logo os católicos russos, aprisionando muitos deles nos campos de concentração localizados na Sibéria ou forçando-os a emigrarem para os países ocidentais. Na Primavera de 1923, até o exarca Leônidas Feodorov foi acusado de contra-revolução por Nikolai Krylenko e condenado a dez anos no campo de concentração soviético em Solovki. Ele foi beatificado em 2001 pelo Papa João Paulo II. Em 1928, um segundo exarcado apostólico foi criado para os greco-católicos russos na China, com base em Harbin. 
Após o colapso da União Soviética, alguns católicos russos começaram cautelosamente a aparecer em público. Em 2005, existiam três padres católicos a celebrar publicamente a Divina Liturgia (forma litúrgica do rito bizantino) na Rússia. Mas, mesmo assim, em 2006, os seus dois exarcados apostólicos (na Rússia e na China) ainda não têm prelados que os governem. Por isso, todos os católicos russos que vivem na Rússia permanecem ainda hoje sob a jurisdição do bispo latino.

## Exarcas
Os clérigos responsáveis pelos fiéis do Exarcado Apostólico de rito bizantino da Rússia foram:
- Padre Leônidas Feodorov (Леонід Фьодоров), MSU - 28 de maio de 1917 – 7 de março de 1935;
- Arquimandrita Klymentiy Sheptytskyi (Марiя Казимир Климентій Шептицький / Maria Kazymyr), MSU - 17 de setembro de 1939 – 1 de maio de 1951;
- Bispo Joseph Werth, SJ - 20 de dezembro de 2004 - atualmente.